# Túnel Schuman-Josaphat
El Túnel Schuman-Josaphat (en francés: Tunnel Schuman-Josaphat; en neerlandés: Schuman-Josaphattunnel) es un doble túnel ferroviario de 1250 m que se está construyendo en Bruselas, Bélgica. Vinculará la línea 161 (Bruselas-Namur), justo después de la estación de Meiser y la línea 26 (Halle-Vilvoorde) en el túnel del Cincuentenario / Jubelpark justo antes de la estación de Schuman . Se numerará La línea L161A. Un componente clave del proyecto de Bruselas RER, pasará por debajo de la avenida Plasky / Plaskylaan, place de Jamblinne de Meux / Jamblinne de Meuxplein y el túnel vehicular Cortenbergh / Kortenberg. 
El proyecto comenzó en junio de 2008 y fue planificado para completarse en 1645 días. La construcción se lleva a cabo en dos fases. En primer lugar, la cubierta fue excavada, que se terminó a finales de 2011. En segundo lugar, el equipamiento del túnel con la pista, etc está programada para durar desde finales de 2010 hasta finales de 2013. El túnel debe estar operativa en 2013 y el sistema de trenes RER en 2016.